# Les Naufragés (bande dessinée)
Pour les articles homonymes, voir Les Naufragés (homonymie).
Les Naufragés est une série de bande dessinée humoristique écrite par le Belge Raoul Cauvin et dessinée par la Française Claire Bretécher. Sa cinquantaine de planches a été publiée sous forme de gags et de récits courts dans l'hebdomadaire jeunesse de bande dessinée franco-belge Spirou de 1968 à 1971. Elle a été éditée en album par Glénat puis Dupuis.
Les Naufragés met en scène un équipage de marins dont le bateau a coulé (ou s'apprête à le faire) et qui en sont réduits à nager en pleine mer, espérant qu'on vienne à leur secours, tandis qu'un des matelots, gaffeur, et le capitaine s'invectivent en un huis clos toujours renouvelé. C'est l'une des premières séries de chacun de ses créateurs, deux futurs auteurs importants de la bande dessinée francophone pour qui Les Naufragés constituent selon Patrick Gaumer un « amusant péché de jeunesse ».

## Personnages
- Machin : Catastrophe ambulante, ce matelot provoque à coup sûr la perte du bateau à bord duquel il se trouve. Naïf et inconscient, il se demande régulièrement ce que ses compagnons d'infortune peuvent bien lui reprocher.
- Le commandant : Quelque peu rancunier à l'égard de Machin, comme il est normal quand on vient de perdre son navire, le capitaine est la plupart du temps obligé de nager en compagnie de son équipage, à la recherche d'une terre ou d'un bateau qui les tireraient d'affaire. Sa rancune se transforme en colère noire à la fin de chaque épisode, tous se retrouvant le bec à l'eau après une nouvelle gaffe de Machin.
- L'équipage : Les autres marins, dont aucun n'a de personnalité ni de nom, accompagnent Machin et le commandant, tantôt nageant, tantôt faisant la planche[1].

## Publication

### DansSpirou
La série est publiée pour la première fois, en 1968, dans le journal Spirou no 1581 daté du 1er août 1968 avec une histoire complète de six planches intitulée simplement Les Naufragés. Dès la deuxième histoire complète de six planches , dans le no 1594 daté du 31 octobre, la série est en couverture du journal. L'année suivante est publiée une histoire complète de cinq planches dans le no 1603, quatre histoires complètes de quatre planches dans les numéros 1613, 1625, 1634 et 1644, ainsi que trois gags d'une planches dans les numéros 1630, 1632 et 1633. En 1970, deux histoire complète de quatre planche sont publiés dans le nos 1665 et 1695. L'année suivantes est publiée une histoire complète de quatre planches dans le no 1742 et la dernière apparition dans Spirou a lieu dans le no 1744 daté du 16 septembre 1971 avec un gag d'une planche. Toutes ces histoires sont en noir et blanc.

### Albums
Dupuis n'étant pas intéressé par la publication des Naufragés, Jacques Glénat recueille une grande partie des histoires de la série dans un album noir et blanc en 1976, deux ans après avoir publié Les Gnangnan, autre série de Bretécher publiée dans Spirou. Tout en restant au catalogue de Glénat, Les Naufragés font l'objet d'une édition poche chez J'ai lu en 1990. En 2008, Dupuis, après avoir racheté les droits des Naufragés, en publie une version plus complète et colorisée dans une collection créée pour les 70 ans de Cauvin.
Liste des albums, :
- Les Naufragés, Glénat, 45 planches, 1976.
- Les Naufragés , J'ai lu, coll. « J'ai lu Pocket », 1990.
- Les Naufragés, Dupuis, coll. « Les Années d'or de Raoul Cauvin », 54 planches couleur, 2008.  (ISBN 9782800142708)

### Traductions
- (es) Los náufragos, dans Strong (es) no 52 à 81, Ediciones Argos Juvenil, 6 octobre 1970 - 7 mai 1971[6].
- (es) Náufragos, dans Senda del Comic no 5 à 8, Nedisa, 1979-80[7].
- (nl) Schipbreuk, Oberon, 1980.  (ISBN 9032001388)

#### Ouvrages
- Patrick Gaumer, « Naufragés (Les) », dans Dictionnaire mondial de la BD, Paris, Larousse, 2010, 954 p. (ISBN 9782035843319), p. 627.
- Michel Béra, Michel Denni et Philippe Mellot, BDM Trésors de la bande dessinée, Villorba, Éditions de l'Amateur, octobre 2008, 1295 p. (ISBN 978-2-85917-491-0), p. 587

#### Périodiques
- Arnaud de la Croix, « L'Océan circulaire », Les Cahiers de la bande dessinée, no 61,‎ janvier-février 1985, p. 24-25.
- Thierry Groensteen (interviewer) et Raoul Cauvin (interviewé), « L'Océan circulaire », Les Cahiers de la bande dessinée, no 61,‎ janvier-février 1985, p. 6-14.